# Плахотнюк, Андрей Николаевич
Андрей Николаевич Плахотнюк (укр. Андрій Миколайович Плахотнюк; род. 1 августа 1975, Харьков) — украинский дипломат. Чрезвычайный и полномочный посол Украины в Канаде с 21 июля 2025 года. Чрезвычайный и полномочный посол Украины в Швеции (2020—2025).

## Биография
Родился 1 августа 1975 года в Харькове. В 1997 году окончил Институт востоковедения и международных отношений «Харьковский коллегиум». Владеет английским, русским, китайским и японским языками.
В 1997—1998 годах — атташе, третий секретарь отдела стран Азии и Тихоокеанского региона Управления Азии, Тихоокеанского региона, Ближнего и Среднего Востока и Африки, МИД Украины.
В 1998—2002 годах — третий, второй секретарь Посольства Украины в Китайской Народной Республике.
В 2002—2003 годах — второй секретарь отдела стран Центрально-Восточной Европы третьего территориального управления Департамента двустороннего сотрудничества, МИД Украины.
В 2003—2004 годах — первый секретарь, помощник заместителя министра иностранных дел Украины.
В 2004—2006 годах — советник отдела стран Азиатско-Тихоокеанского региона пятого территориального управления (третьего территориального департамента), МИД Украины.
В 2006—2010 годах — советник по политическим вопросам Посольства Украины в Китайской Народной Республике.
В 2011—2013 годах — начальник отдела перспективного партнёрства политического департамента, МИД Украины.
С февраля 2013 по апрель 2014 года — заместитель директора Департамента — начальник отдела политического анализа политического департамента, МИД Украины.
С апреля по июль 2014 года — заместитель начальника управления политического анализа и планирования, МИД Украины.
С июля 2014 по февраль 2016 года — начальник управления Российской Федерации, МИД Украины.
С февраля 2016 по февраль 2020 года — директор департамента противодействия угрозам со стороны Российской Федерации, МИД Украины.
С марта по сентябрь 2020 года — директор шестого территориального департамента МИД Украины.
С 21 сентября 2020 по 21 июля 2025 года — чрезвычайный и полномочный посол Украины в Королевстве Швеция.
23 ноября 2020 года — передал верительные грамоты через МИД Швеции Его Величеству Королю Карлу XVI Густаву. Официальная аудиенция у Его Величества состоялась 17 сентября 2021 года.
21 июля 2025 года назначен чрезвычайным и полномочным послом Украины в Канаде и представителем Украины при Международной организации гражданской авиации (ИКАО) по совместительству.

## Личная жизнь
Женат. Имеет дочь и сына.

## Дипломатический ранг
- Чрезвычайный и полномочный посланник первого класса[10]
- Чрезвычайный и полномочный посол (24 августа 2022)[11]

## Награды и знаки отличия
- Королевский Орден Полярной звезды (Королевство Швеция), командор первого класса (2022)[2]
- Орден «За заслуги» III степени (18 декабря 2021) — за весомый личный вклад в укрепление международного сотрудничества Украины, многолетнюю плодотворную дипломатическую деятельность и высокий профессионализм[12]
- Благодарность премьер-министра Украины (2017)[2]
- Нагрудные знаки МИД Украины «За добросовестную службу» (2015)[2]
- «Отличие МИД Украины» (2013)[2]
- Почётная грамота МИД Украины (2011)[2]
- Благодарность МИД Украины (2009)[2].